# فاي ليونغ
فاي ليونغ هي عارضة وراقصة باليه صينية، ولدت في 18 مارس 1979 في شانغهاي في الصين.